# Milo (dryck)

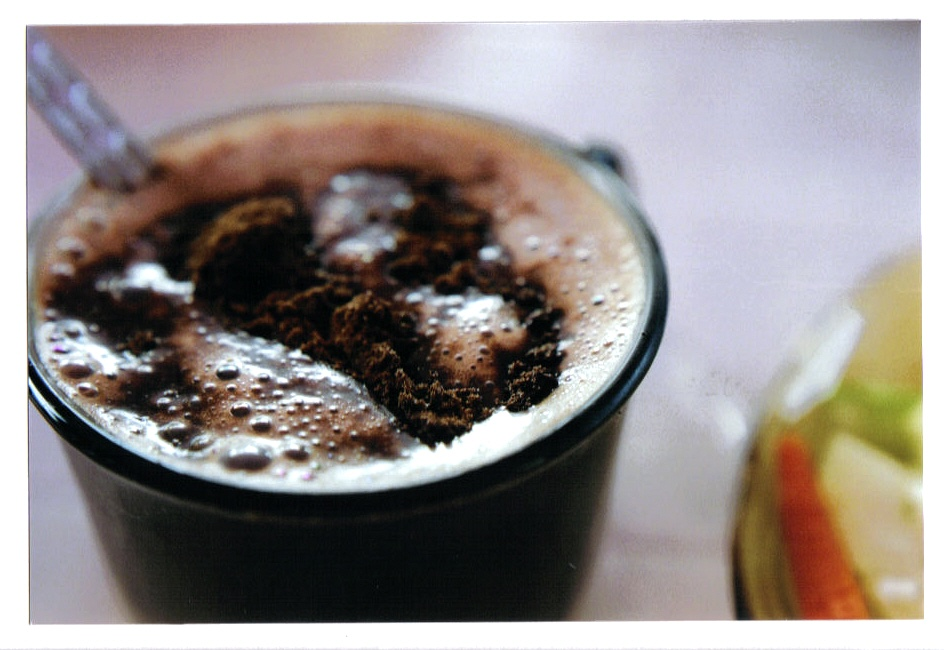
En kopp Nestlé Milo.

Milo (engelska:/maɪləʊ/) är en mjölkdryck med choklad och malt som produceras av Nestlé och härstammar från Australien. Drycken utvecklades av Thomas Mayne 1934. Milo säljs även i andra länder såsom Singapore, Malaysia, Kina, Thailand, Indonesien, Filippinerna, Vietnam, Nya Zeeland, Hongkong, Indien, Japan, Jamaica, Trinidad och Tobago, Chile, Colombia, Peru, Nigeria, Kenya, Ghana, Papua Nya Guinea, Sydafrika, Sri Lanka, Syrien och Taiwan. Namnet kommer från den kända grekiska atleten Milo av Croton på grund av hans legendariska styrka.
100 gram dryck innehåller cirka 1 760 kilojoule, därför klassas drycken som energidryck.
Det finns även andra produkter baserade på Milo, såsom flingor, yoghurt, glass och chokladkakor. Förutom den pulveriserade formen finns det en flytande version i burkar och lådor. I Australien finns även drycken med maltsmak, och burken har då en rödaktig färg.